# 康诺特广场 (伦敦)

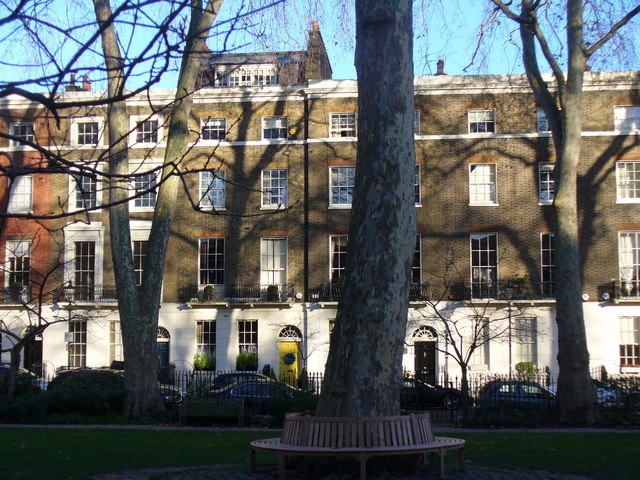

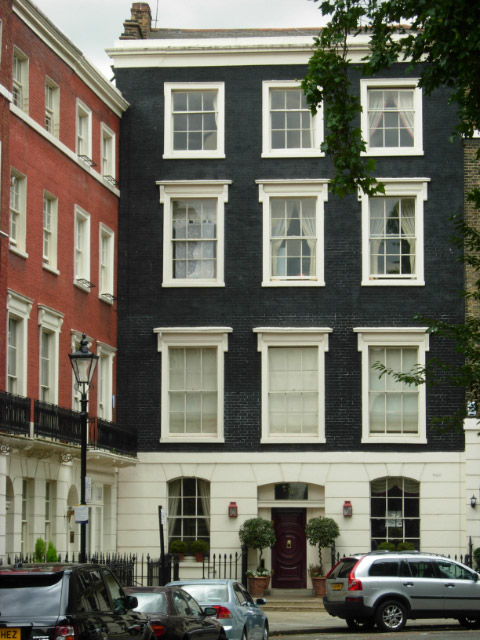

康诺特广场（Connaught Square）是英国伦敦西敏市贝斯沃特区的第一个住宅广场，位于海德公园以北，毗邻大理石拱门和牛津街西端。
它得名于曾住在附近的格洛斯特公爵（也是康诺特伯爵）。广场目前的外观形成于1820年代。
康诺特广场的建筑主要是乔治式建筑。

## 布莱尔官邸
2004年10月，当时的总理布莱尔和他的妻子切丽以350万英镑购买康诺特广场西侧的房子。在许多方面，布莱尔官邸类似于唐宁街10号。现在布置有相当的警力，至少有四名伦敦警察厅的警官。 布莱尔在2007年辞职后，该广场的保安安排存在争议，特别是提供24小时高级别安全的费用。